# Labradorente

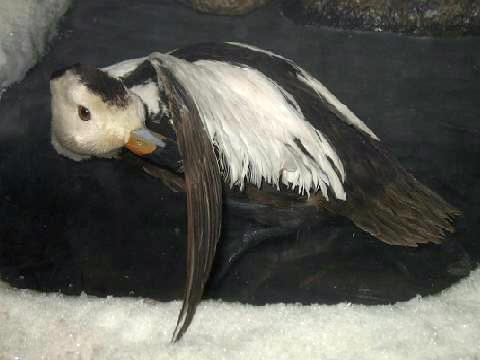
Balg einer männlichen Labradorente

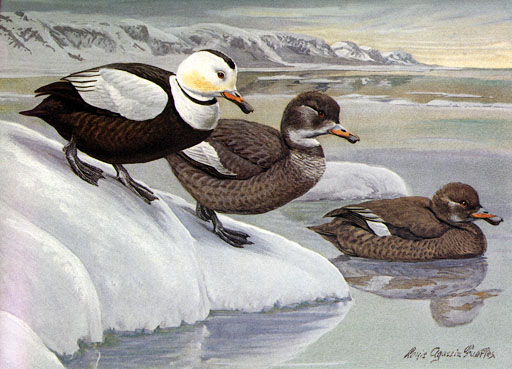
Darstellung von Labradorenten. Von links nach rechts: Männchen, juveniles Männchen, Weibchen. Illustration Louis Agassiz Fuertes, aus A Natural History of Ducks, 1922

Die Labradorente (Camptorhynchus labradorius) ist ein ausgestorbener, nordamerikanischer Entenvogel. Das letzte bekannte Exemplar wurde 1878 in Elmira, New York geschossen. Die genauen Ursachen des Aussterbens sind unklar. Die Art wurde zwar bejagt, die Bejagung erfolgte jedoch in keinem größeren Maßstab als bei anderen Entenarten.

## Erscheinungsbild
Die Labradorente war mit einer Körperlänge von etwa 51 Zentimeter eine kleine Entenart. Auffallend war ihr schneller Flug. Das Männchen war in seinem schwarzweißen Prachtkleid unverwechselbar.
Die Art wies einen ausgeprägten Geschlechtsdimorphismus auf. Beim Männchen waren im Prachtkleid Kopf, Kehle, Hals, Vorderbrust, Mangelgefieder und die Flügel bis auf die Handschwingen weiß. Das übrige Körpergefieder war schwarz beziehungsweise schwarzbraun. Auffallend war vor allem der schwarze Scheitelstreif. Der Schnabel war schwarz bis braunschwarz. Die Schnabelbasis sowie die Region um die Nasenlöcher waren vermutlich gelborange. Die Beine waren vermutlich schwarz. Die Iris war rotbraun bis gelb.
Die Weibchen waren etwas kleiner. Ihr Körperbefiederung war einheitlich braungrau. Der Mantel war dabei blau überhaucht. Rumpf und Oberschwanzdecken waren sandfarben. Der Schwanz war schwärzlich. Kinn und Kehle weißlich. Die Flügel wiesen einen großen weißen Flügelspiegel auf. Jungenten glichen den Weibchen. Männliche Jungenten waren insgesamt etwas grauer und wiesen mehr Weiß am Kopf auf.
Bei beiden Geschlechtern wies der Schnabel Lamellen auf. Insgesamt befanden sich am Ober- und Unterschnabel 50 Lamellen. Für die Größe des Schnabels ist dies eine sehr große Anzahl und übertrifft die Lamellenzahl bei anderen Meerenten und Sägern deutlich. Über den Mauserverlauf dieser Entenart liegen keine ausreichenden Erkenntnisse vor. Wahrscheinlich mauserte sie zweimal im Jahr das Kleingefieder und einmal jährlich die Schwingenfedern. Über die Rufe der Labradorente liegen keine Erkenntnisse vor. Die Trachea unterschied sich aber von der, die für Enten der Gattung Melanitta charakteristisch ist und glich mehr der der Eiderenten und der Kragenente. Die wenigen existierenden Beschreibungen weisen darauf hin, dass die Ente während des Fluges pfiff. Auch mit den Flügeln erzeugte sie einen pfeifenden Instrumentallaut.

## Verbreitungsgebiet
Das genaue Verbreitungsgebiet dieser Ente ist nicht bekannt. Sie brütete vermutlich in Labrador, Neufundland; es ist aber nicht ausgeschlossen, dass ihre Brutgebiete weiter nördlich lagen und sie sich nur während des Herbstzuges in dieser Region aufhielt. Während des Winterhalbjahres hielt sie sich an der Atlantikküste Nordamerikas in einer Region auf, die von der Chesapeake Bay im Süden bis nach Labrador reichte. Verhältnismäßig zahlreich wurde sie an der Küste von Long Island gesichtet.
Die Labradorente war vermutlich niemals eine sehr zahlreiche Entenart. Zwischen 1840 und 1860 wurden geschossene Labradorenten jedoch regelmäßig auf den Geflügelmärkten in Baltimore, New York, Philadelphia und Boston angeboten. Ihr Fleisch galt allerdings als nicht sonderlich schmackhaft. Wegen ihres dichten Federkleides galt sie außerdem als nur schwer rupfbar. Vermutlich verdarben die geschossenen Enten eher, als dass sie einen Käufer fanden.
Heute existieren noch 54 oder 55 Bälge dieser Art in verschiedenen nordamerikanischen und europäischen Museen. Sie wurden alle zu einer Zeit gesammelt, als man mehr Wert auf den Balg legte als auf genaue Daten, wo und wann diese Ente jeweils geschossen wurde.

## Nahrung
Über die Ernährungsgewohnheiten der Labradorente ist wenig bekannt. Ihr Schnabel wies jedoch neben den Lamellen auch einen auffällig weichen Rand auf. Bei einem geschossenen Vogel fand man außerdem Schalenreste von Muscheln im Kropf. Es ist daher sehr wahrscheinlich, dass die Labradorente ähnlich wie die Eiderenten von Muscheln lebten. Die Ente hatte eine verhältnismäßig große Leber, was von Ornithologen als Hinweis gewertet wird, dass sie lange tauchen konnte. Die meisten erhalten gebliebenen Beobachtungen schildern sie aber als eine Ente, die überwiegend im Küstensaum nach Nahrung suchte und dabei auch Schlammbänke nach Nahrung absuchte. Andere Beschreibungen weisen auf eine Ähnlichkeit zur Löffelente bei der Nahrungssuche hin. Die zahlreichen Lamellen im Schnabel unterstützen diese Beobachtung. Möglicherweise besetzte sie eine ähnliche ökologische Nische wie die Scheckente, die überwiegend am Beringmeer vorkommt.

## Fortpflanzung
Über die Fortpflanzung dieser Art ist wenig bekannt. Dem Sohn von John James Audubon wurden auf Labrador Ende Juli 1833 Reste von Nestern gezeigt, die von der Labradorente stammen sollten. Sie glichen den Nestern von Eiderenten und waren dick mit Daunen ausgelegt. Auf Basis dieser bereits verlassenen Nester lässt sich auf eine sehr frühe Brutzeit schließen. Es ist aber nicht sicher, ob es sich tatsächlich um die Nester von Labradorenten gehandelt hat.
In den Museen der Welt befinden sich insgesamt zehn Eier, die angeblich von Labradorenten stammen. Sie haben eine fast elliptische Form. Ein Ei trägt die Aufschrift Labrador 8 Juin, was eine sehr frühe Brutzeit bestätigen würde.

## Gründe des Aussterbens
Die genauen Ursachen, die zum Aussterben dieser Art geführt haben, sind unbekannt. Sicher ist nur, dass sie bereits zum Zeitpunkt ihrer wissenschaftlichen Erstbeschreibung im Jahre 1789 keine häufige Entenart war. Zwischen 1840 und 1870 nahm die Zahl der beobachteten Labradorenten stark ab. Insbesondere Männchen wurden nur noch selten beobachtet.
Zeitgenossen haben die Art zwar als sehr scheu, aber auch als dümmlich bezeichnet, was als Hinweis darauf verstanden werden kann, dass sie keine ausreichende Fluchtdistanz zu Menschen hielt. Die Eier wurden vermutlich in großer Zahl von Fischern geräubert. Auch die Daunen hatten wahrscheinlich einen kommerziellen Wert. Während des Winterhalbjahres wurde sie bejagt. Von einer Bejagung während der Brutzeit wird dagegen nicht berichtet.
Es ist nicht auszuschließen, dass die Besiedlung Neuenglands durch Menschen die dortige Population an Schalentieren veränderte und damit zum Aussterben dieser Art beitrug. Der Schnabel mit dem weichen Rand, der in vielem dem Schnabel der Rosenohrente glich, ist ein sehr gutes Indiz dafür, dass es sich bei der Art um einen Nahrungsspezialisten handelte. Eine solche Art reagiert auf eine Veränderung möglicherweise sehr sensibel.

## Belege